# Llyfr Du Caerfyrddin

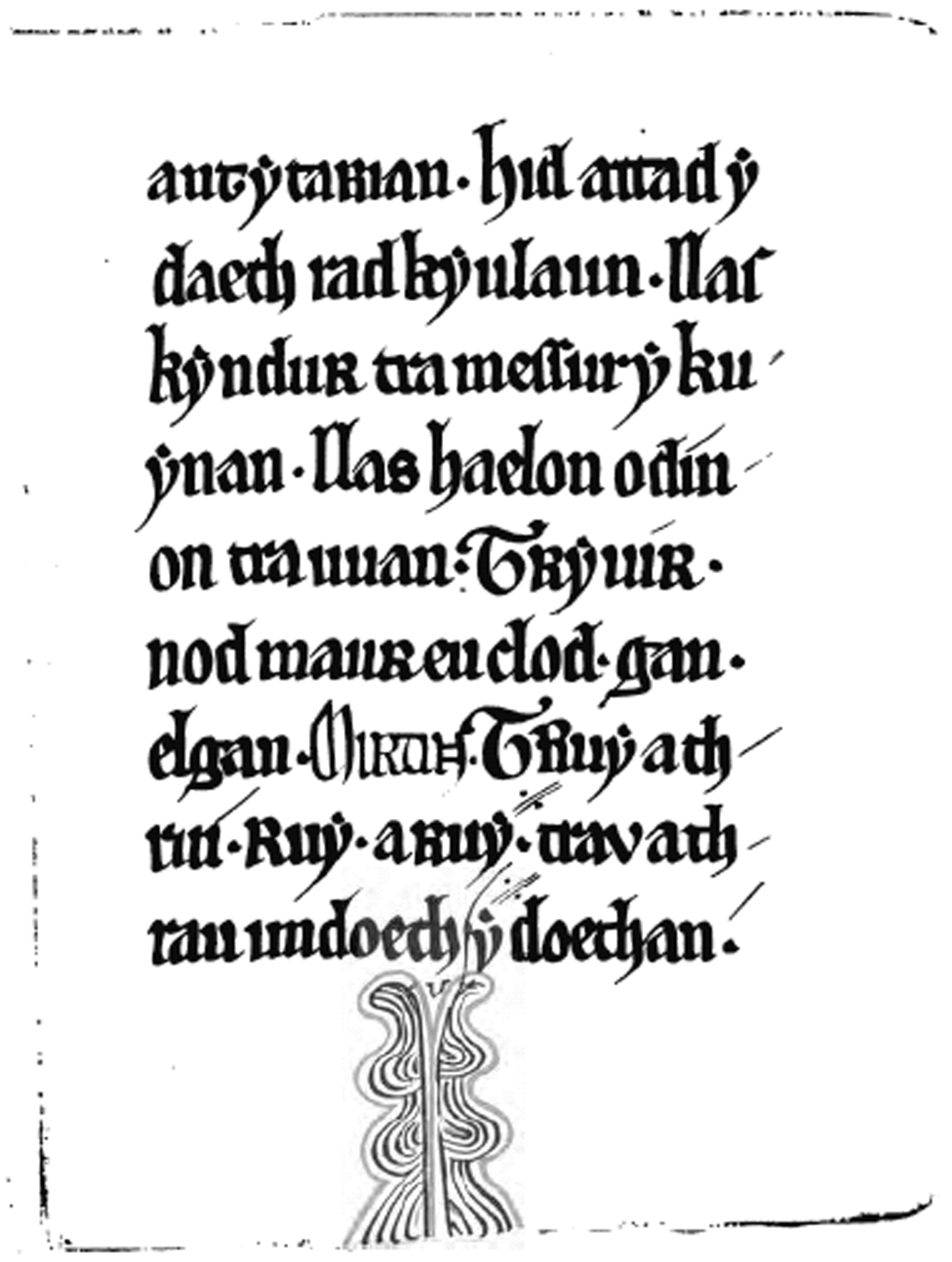
Facsimile einer Seite des Llyfr Du Caerfyrddin

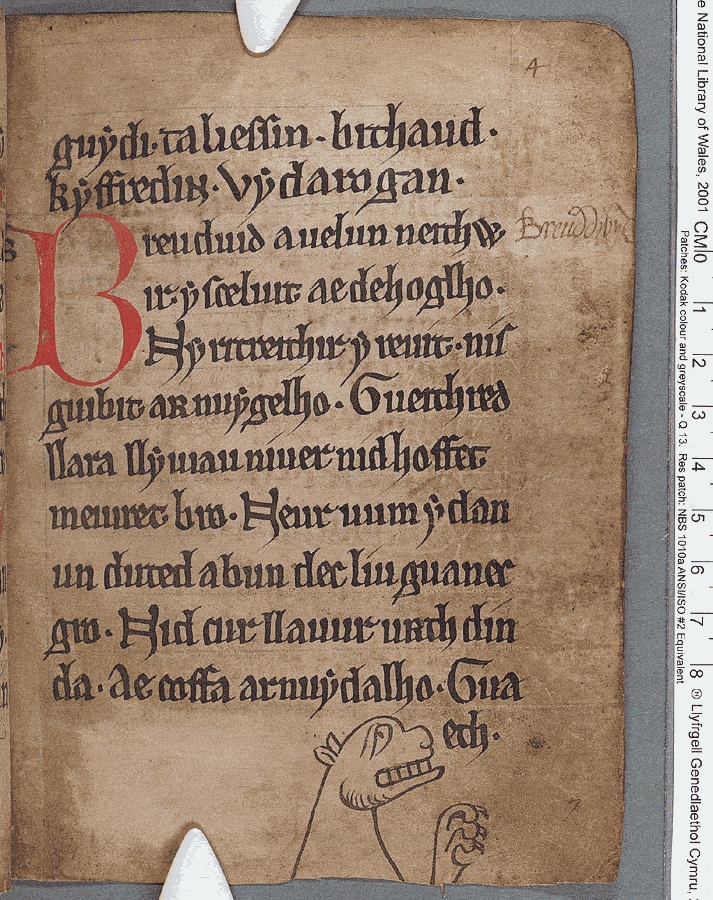
Llyfr Du Caerfyrddin (f. 4r)

Llyfr Du Caerfyrddin [ɬivr diː kair'vərðin] (The Black Book of Carmarthen; „Das Schwarze Buch von Carmarthen“) ist der Name einer der wichtigsten Sammelhandschriften in kymrischer Sprache, die in die zweite Hälfte des 13. Jahrhunderts datiert wird. 

## Geschichte
Der Name leitet sich von einem der früheren Aufbewahrungsorte ab, der Priorei Ieuan Efengylwr a Theulyddog (St. Johannes der Evangelist und Teulyddog) in Carmarthen (wal. Caerfyrddin), der Hauptstadt der Grafschaft Carmarthenshire in Wales.
Die Vermutung, dass das Werk schon im 12. Jahrhundert entstanden sei, wurde durch moderne paläographische Vergleiche widerlegt. Der Inhalt des Buches besteht aus anonymen Gedichten, teils religiösen Inhalts, teils Preisgesängen auf walisische Edle aus dem 11. und 12. Jahrhundert. Auch sind einige Sagen und Mythen aufgezeichnet, wie etwa Englynion Gereint („Die Strophen Gereints“), Englynion y Beddeu („Die Strophen der Gräber“), Pa ŵr yw’r porthor? („Wer ist der Torwächter?“), sowie weitere Erzählungen aus dem Sagenkreis um Artus und Merlin.
Das Manuskript wird heute in der Nationalbibliothek von Wales (Llyfrgell Genedlaethol Cymru [ɬəvrgeɬ geneˈdlaɪθol kəmˈrɪ]) in Aberystwyth aufbewahrt.